# 中国机械进出口
中国机械进出口（集团）有限公司（简称"中机公司"）是中国一家以经营机电产品进出口贸易和国际工程承包业务为主的国有外贸公司。

## 历史
中机公司的前身为1949年在天津成立的中国进口公司。
1950年，中国进口公司迁往北京。1952年，中国进口公司分为机械、技术、五金交电及化杂等专业公司，中国机械进口公司成立。
1960年，公司改称中国机械进出口总公司。
1970年代，联合国恢复中华人民共和国的代表席位。中国先后与日本，美国建交。
中机公司从美国引进10架波音707大型客机，又从日本、荷兰进口上百台各式挖泥船，旨在提高中国港口的吞吐能力；向联邦德国、马来西亚、罗马尼亚等国出口各类船舶，为中国船舶工业开拓海外市场。
1980年代，中机公司先后向美国、印度尼西亚、巴基斯坦、菲律宾等国出口几十套水电、火电成套设备。
1998年成为中国通用技术(集团)控股有限责任公司的全资子公司。
2004年以来，中机公司连续进入全球最大225家国际承包商行列。

## 地位
中华人民共和国成立以来，中机公司担任机电装备引进和机电产品贸易的主渠道作用。